# Невшехир (вилајет)
Невшехирски вилајет (тур. Nevşehir ili) је вилајет у централној Турској, престоница вилајета је град Невшехир. Суседни вилајети су Киршехир на северозападу, Аксарај на југозападу, Нигде на југу, Кајсери на југоистоку и Јозгат на североистоку. Невшехир укључује и део античког подручја Кападокија - веома популарне туристичке атракције у Турској.  Познати град Гореме се такође налази у вилајету Невшехир.
Овај вилајет је познат по еолским стубовима Гореме, Ортахисару ("средња утврда") и бројним старим црквама из византијског раздобља.

## Окрузи
Невшехирски вилајет је подељен на 8 округа (престоница је подебљана):
- Аџигол
- Аванос
- Деринкују
- Гулшехир
- Хаџибекташ
- Козакли
- Невшехир
- Ургуп

## Галерија
- Еолски стубови у Ургупу
- Камена формација у Отвореном музеју „Гореме“
- Поглед са Татларина, Невшехир
- Историјска црква у Деринкујуу